# Abdurrahim Boynukalın
Abdurrahim Boynukalın (geboren 1987) ist ein türkischer Abgeordneter der Adalet ve Kalkınma Partisi (AKP) im Parlament der Türkei. Boynukalın ist ferner Parteifunktionär der AKP. Seit 2014 leitet er die Jugendorganisation und ist Mitglied im Vorstand der Partei. 
Boynukalın studierte Betriebswirtschaft an der Sakarya-Universität und absolvierte anschließend zwei Masterstudiengänge, einen an der Universität Istanbul und einen weiteren an der City University London. Während seiner Studienzeit in Istanbul war Boynukalın stellvertretender Vorsitzender der nationalistischen Studentenorganisation Milli Türk Talebe Birliği (MTTB). Der Blutige Sonntag im Jahr 1969 in Istanbul und die Rolle der MTTB waren Thema seiner Masterarbeit. Boynukalın kam zu dem Ergebnis, dass der Vorfall, bei dem nationalistische Türken linke Demonstranten angriffen, eine Provokation und Verschwörung unter Beteiligung des Tiefen Staates waren.
Boynukalın schreibt Kolumnen für die Zeitung Yeni Şafak und arbeitete zwei Jahre als Forschungsassistent an der Universität Kırklareli. 
Bei der Parlamentswahl in der Türkei 2015 errang Boynukalın ein Mandat in einem Istanbuler Wahlbezirk. 
Boynukalın geriet im August 2015 in die Schlagzeilen als Rädelsführer einer Menge, die vor dem Sitz der Zeitung Hürriyet randalierte. Nach Aussage Boynukalıns stieß er selbst erst später hinzu und die Scheiben waren bereits eingeworfen, als er eintraf. In der Folge dieses Vorfalls wurde in der Presse über frühere Aussagen Boynukalıns in sozialen Medien berichtet, die ihn 2013 u. a. als Anhänger der al-Nusra-Front ausweisen.

## Familie
Sein Großvater Rıfat Boynukalın war ein Weggefährte des ehemaligen türkischen Ministerpräsidenten Necmettin Erbakan und einer der Gründer der islamistischen Nationalen Ordnungspartei, der ersten politischen Partei der Millî Görüş-Bewegung. Sein Vater Ömer Nazım Boynukalın gilt als Schüler von Abd al-Fattah Abu Ghudda, dem dritten geistlichen Führer und Vorsitzenden der syrischen Muslimbruderschaft. Sein Onkel Mehmet Boynukalın ist Dozent für islamisches Recht an der Fakultät für islamische Wissenschaften der İstanbul Şehir Üniversitesi. Sein Onkel Ertuğrul Boynukalın ist Dozent für islamisches Recht an der Theologischen Fakultät der Marmara-Universität in Istanbul.
Die Familie Boynukalın hat 1994 in Karaman das Unternehmen Anı Bisküvi Gıda ve Sanayi Ticaret A.Ş. gegründet, das sich mit der Herstellung von Keksen befasst, und führt es bis heute.